# Anyphaena gertschi
Espèce
Anyphaena gertschi est une espèce d'araignées aranéomorphes de la famille des Anyphaenidae.

## Distribution
Cette espèce est endémique des États-Unis. Elle se rencontre en Utah, en Arizona et en Californie.

## Description
Le mâle holotype mesure 4,00 mm et la femelle paratype 5,04 mm.

## Étymologie
Cette espèce est nommée en l'honneur de Willis John Gertsch.

## Publication originale
- Platnick, 1974 : The spider family Anyphaenidae in America north of Mexico. Bulletin of the Museum of Comparative Zoology, vol. 146, no 4, p. 205-266 (texte intégral).